# Black Flag
A Black Flag  egy népszerű amerikai hardcore punk/punk rock együttes, amelyet Greg Ginn alapított.
A punk mellett több műfaj is hallható egyes albumaikon, pl. sludge metal, blues rock, jazz, spoken word.

## Története
1976-ban alakultak meg a kaliforniai Hermosa Beach-en. Eredetileg Panic néven működtek, de hamarosan megváltoztatták a nevüket Black Flagre, mert a tagok azt az elnevezést "fenyegetőbbnek" találták, továbbá a punk műfajra jellemző anarchiát is sugallja.
Első nagylemezük 1981-ben jelent meg. Ebben az évben lépett be a csapatba Henry Rollins, akit az együttes leghíresebb tagjaként tartanak számon (1986-ban viszont kilépett a Black Flagből, és megalapította saját zenekarát, Rollins Band néven). 1984-ben három nagylemezt adtak ki, 1985-ben pedig további kettőt. 1986-ban feloszlottak, a következő évtizedekben többször összeálltak koncertezni, majd 2013-ban kiadtak egy utolsó nagylemezt, majd 2014-ben feloszlottak. Morris, Dukowski, Stevenson és Egerton Black Flag feldolgozásokat játszó együttest alapítottak, Flag néven, amely mai napig tevékenykedik. Hullámzó felállással rendelkeztek, illetve karrierjük során többször is feloszlottak már, 2019-es újra összeállásukig.
A Black Flag a hardcore punk műfaj legjelentősebb képviselői közé tartozik. Ikonikus logójuk és kemény zenéjük miatt népszerűséget értek el az egész világon. A 2013-as What The... album viszont bukásnak számított, a közönség és a kritikusok sem illették jó véleményekkel. A zenekar 2019-ben újra összeállt. A koncertek után egy nagy amerikai turnét tartottak, illetve az Egyesült Királyságban, Franciaországban és Japánban is koncerteztek.
A Black Flag Damaged című albuma bekerült az 1001 lemez, amelyet hallanod kell, mielőtt meghalsz című könyvbe.

## Tagok
- Greg Ginn – gitár (1976–1986, 2003, 2013–)
- Mike Vallely – ének (2003, 2013–)
- Joseph Noval – basszusgitár (2019–)
- Isaias Gil – dob (2019–)

### Korábbi tagok
- Dez Cadena – ritmusgitár (1981–1983, 2003), ének (1980–1981, 2003)
- Keith Morris – ének (1976–1979)
- Ron Reyes – ének (1979–1980, 2013)
- Henry Rollins – ének (1981–1986)
- Raymond Pettibon – basszusgitár (1976)
- Kansas – basszusgitár (1977)
- Glen "Spot" Lockett – basszusgitár, producer (1977)
- Chuck Dukowski – basszusgitár (1977–1983)
- Kira Roessler – basszusgitár (1983–1985)
- C'el Revuelta – basszusgitár (1986, 2003; 2017-ben elhunyt)
- Dave Klein – basszusgitár (2013–2014)
- Bryan Migdol – dob (1977–1979)
- Roberto "ROBO" Valverde – dob (1979–1981, 2003)
- Emil Johnson – dob (1982)
- Chuck Biscuits – dob (1982)
- Bill Stevenson – dob (1982–1985)
- Anthony Martinez – dob (1985–1986)
- Gregory Moore – dob (2003, 2013–2014)
- Brandon Pertzborn – dob (2014–2019)
- Tyler Smith – basszusgitár (2014–2019)

## Diszkográfia

### Stúdióalbumok
- Damaged (1981)
- My War (1984)
- Family Man (1984)
- Slip It In (1984)
- Loose Nut (1985)
- In My Head (1985)
- What The... (2013)